# Effetto Mach

Si noti la banda scura che appare immediatamente a sinistra della gradiente chiaro-scuro e la banda chiara che appare immediatamente alla sua destra.

L'effetto Mach, dal nome del suo postulatore Ernst Mach, è un effetto ottico.
È dovuto alla tendenza dell'occhio umano di vedere bande di rinforzo luminose o scure, nere, tra zone a differente luminosità.
È ancora oggetto di discussione la base fisica del fenomeno.
Nel protrarsi dei suoi studi sulla visione, Ernst Mach arrivò alla comprensione della stretta dipendenza tra la percezione della luce e l'illuminazione delle zone ad essa circostanti. Servendosi di quelle che sono poi divenute storicamente note con il nome di Bande di Mach (insieme di più strisce di colore uniforme che digradano dal chiaro allo scuro, come per esempio dal bianco al giallo passando per una scala di gialli sempre più scuri) il fisico si rese conto che l'uniforme passaggio della luminosità da colori scuri a colori più chiari portava alla percezione visiva di un colore più scuro nel margine di contatto di ogni striscia con quella più chiara, sebbene ogni striscia fosse in realtà monocroma.
Tale fenomeno venne poi successivamente interpretato dallo stesso Mach come il processo di interazione laterale di tipo antagonista tra elementi nervosi della retina: le cellule gangliari, che costituiscono uno degli strati compositivi della retina, hanno un effetto inibitorio tra loro di diversa intensità, a seconda della variazione di riflettanza (percentuale di luce riflessa) percepita all'interno di ogni banda. Pertanto la vicinanza ad una banda più chiara porterà ad una maggiore inibizione percettiva (e quindi alla presenza di un "contorno" più scuro), e viceversa in prossimità di una banda più scura.